# NGC 2514
NGC 2514 est une galaxie spirale barrée située dans la constellation du Cancer.  NGC 2514 a été découverte par l'astronome français Édouard Stephan en 1885.

## Caractéristiques
Sa vitesse par rapport au fond diffus cosmologique est de 5 078 ± 16 km/s, ce qui correspond à une distance de Hubble de 74,9 ± 5,3 Mpc (∼244 millions d'al).
À ce jour, une mesure non basée sur le décalage vers le rouge (redshift) donne une distance d'environ 55,500 Mpc (∼181 millions d'al). Cette valeur est à l'extérieur des valeurs de la distance de Hubble. Notons que c'est avec la valeur moyenne des mesures indépendantes, lorsqu'elles existent, que la base de données NASA/IPAC calcule le diamètre d'une galaxie et qu'en conséquence le diamètre de NGC 2514 pourrait être d'environ 28,0 kpc (∼91 300 al) si on utilisait la distance de Hubble pour le calculer.
La classe de luminosité de NGC 2514 est II-III et elle présente une large raie HI.

## Groupe de NGC 2507
NGC 2514 fait partie d'un groupe de galaxies d'au moins 6 membres, le groupe de NGC 2507. Outre NGC 2514 et NGC 2507, les autres galaxies du groupe sont MCG 3-21-7, UGC 4139, UGC 4145 et UGC 4170.